# أنيتا دورين ديغز
أنيتا دورين ديغز (بالإنجليزية: Anita Doreen Diggs)‏ (1966)؛ كاتِبة وروائية أمريكية.